# Arbeiterheim Favoriten

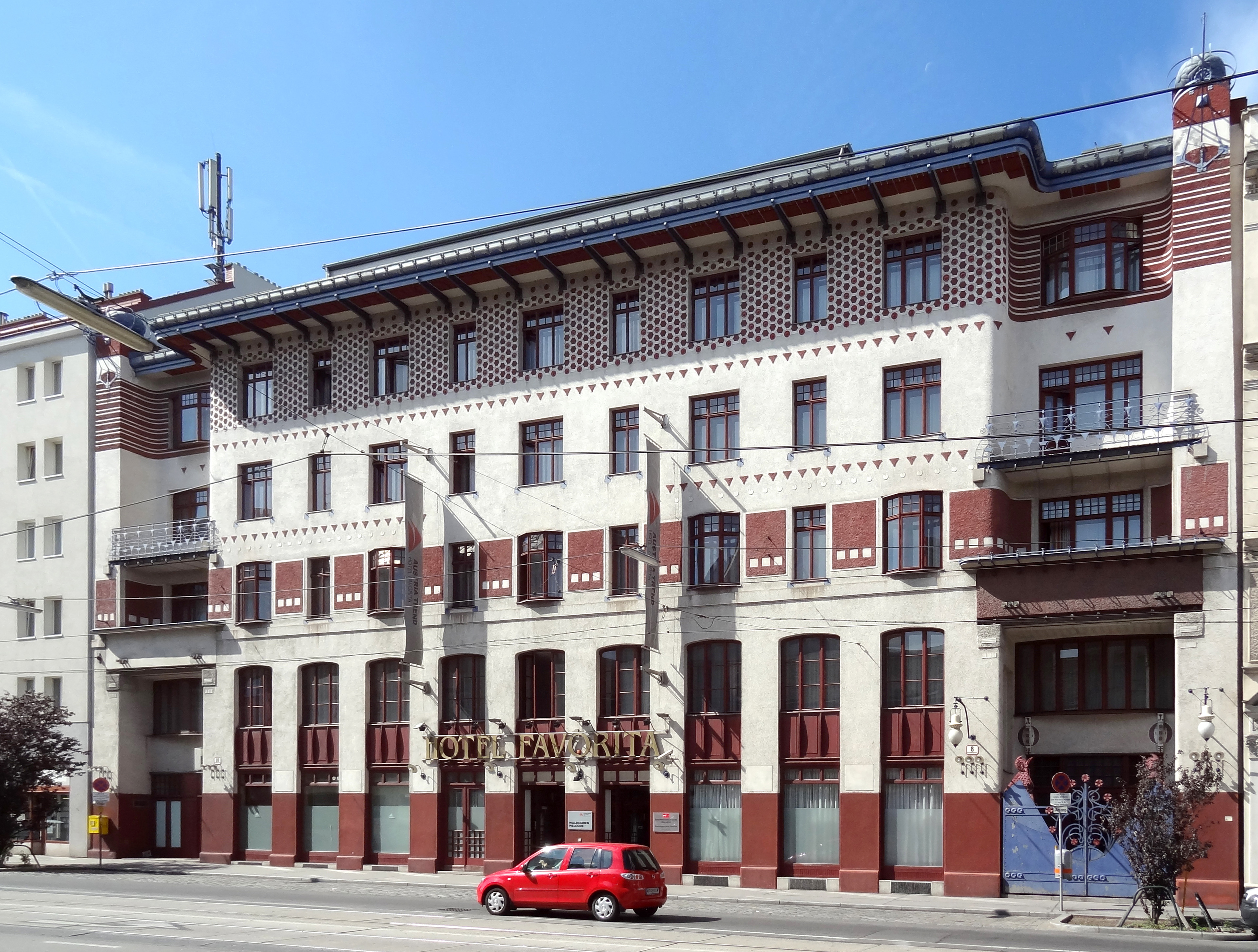
Das ehemalige Arbeiterheim (Wohnhaus) und Hotel Favorita (geschlossen).

Das Arbeiterheim Favoriten war ein Volksheim oder Volkshaus in Wien (Architekt Hubert Gessner), mit politischer, wirtschaftlicher und kultureller Funktion.

## Geschichte

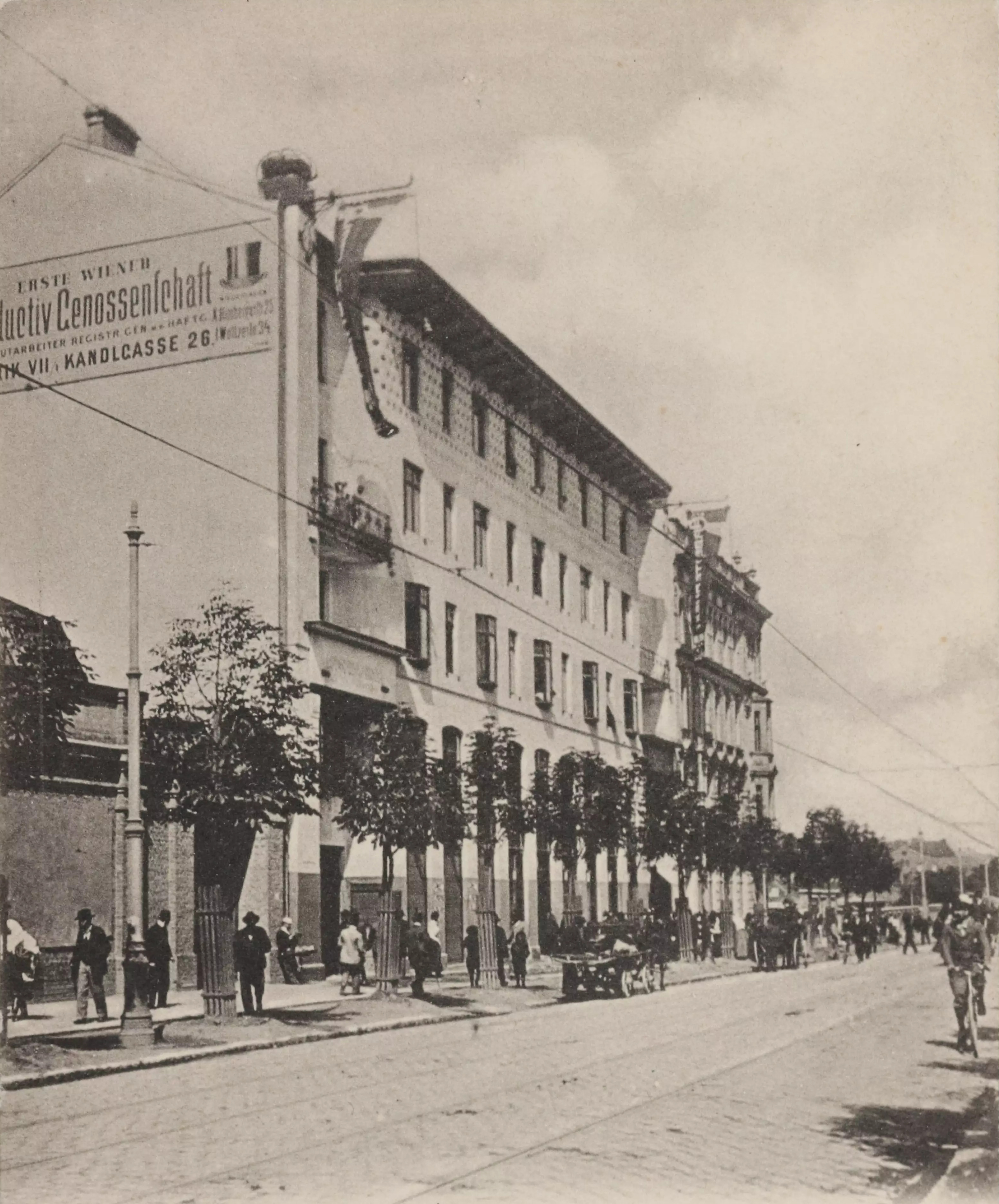
Das Arbeiterheim Favoriten (1903/04)

Das Arbeiterheim Favoriten befand sich im 10. Wiener Gemeindebezirk in der Laxenburger Straße 8–10. Es gehört, wie das in den Februarkämpfen 1934 zerstörte Wiener Arbeiterheim Ottakring oder die ebenfalls nicht mehr existierende "Maison du peuple" in Brüssel (Architekt Victor Horta) zum Bautypus Volksheim, der mit seiner Kombination politischer, wirtschaftlicher und kultureller Funktionen die großen Hoffnungen der Arbeiterbewegung im ersten Drittel des 20. Jahrhunderts repräsentierte.
In Favoriten fehlte es an geeigneten Räumlichkeiten für die Aktivitäten der sozialdemokratischen Partei und Vereine. Um diesem Mangel abzuhelfen, wurde 1896 der Verein „Arbeiterheim Favoriten“ gegründet, um durch verschiedene Aktivitäten die Mittel für die Errichtung eines eigenen Heims zu sammeln.
Aber erst nachdem Victor Adler und die Arbeiter-Zeitung für die Unterstützung des Plans gewonnen worden waren, konnte das Projekt verwirklicht werden. Moriz von Kuffner, Besitzer der Ottakringer Brauerei, gab einen Kredit.
In einem Wettbewerb setzte sich der Architekt Hubert Gessner (1871–1943) gegen Kollegen wie Paul und Emil Hoppe, Hans Mayr (1877–1918) sowie Franz Matuschek durch und errichtete zwischen 1901 und 1902 das Arbeiterheim Favoriten (Eröffnungsfeier: 7. September 1902).
Für Gessner war dies das erste bedeutende Gebäude in Wien und bei dieser Gelegenheit befreundete er sich mit Victor Adler. Obwohl er bis 1934 zahlreiche Bauwerke für die sozialdemokratisch regierte Stadt Wien und parteinahe Organisationen errichtete, wurde er kein Mitglied der Sozialdemokratischen Arbeiterpartei.
Für die Sozialdemokraten Wiens war das moderne Haus das erste Arbeiterheim in Wien, es diente gesellschaftlichen und politischen Zusammenkünften. Ab dem Jahr 1903 wurden hier zahlreiche Parteitage abgehalten.
1904 und 1912 wurde das Arbeiterheim nach Plänen von Hubert und Franz Gessner um einen großen Saal mit Bühne, fünf kleinere Säle, weitere Räumlichkeiten und das erste „Kinderfreunde“-Lokal Favoritens erweitert. Eine Konsumfiliale und eine Zahlstelle der Allgemeinen Arbeiterkrankenkasse wurden ebenfalls errichtet.
Ebenfalls 1912 wurde hier auch das erste Favoritner Kino eingerichtet. Hier wurden Operetten gespielt und andere Unterhaltungsveranstaltungen ebenso arrangiert wie verschiedene Bildungskurse und Vorträge abgehalten.

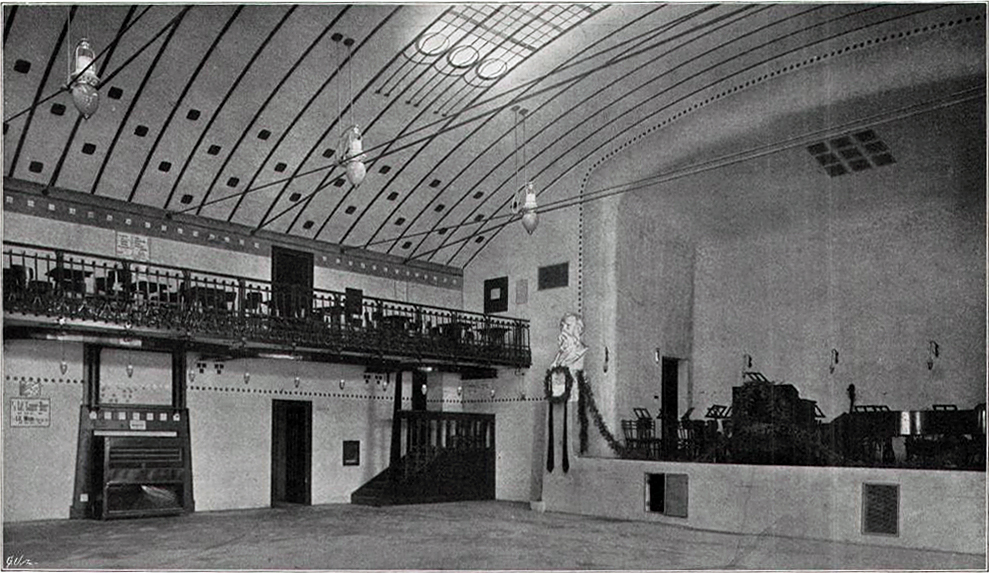
Großer Festsaal (für ca. 3000 Personen) im Obergeschoß des einst hinter dem Wohnhaus gelegenen Saalgebäudes (1903)

1927/28 wurde von Architekt Hubert Gessner der Turnsaal in ein 812 Besucher fassendes Kino umgewandelt, das zu Ehren der ehemaligen Gemeinderätin Amalie Pölzer (1871–1924) Amalien-Kino benannt wurde und bis 1982 bestand. Als 1930 Klangfilm-Apparate installiert wurden, war das Kino eines der 30 Wiener Tonfilmtheater.
Zwischen dem 14. und 26. Oktober 1933 fand der letzte außerordentliche Parteitag vor dem Parteiverbot statt.
Zwar versammelten sich am 12. Februar 1934 hier Schutzbundangehörige, es gibt aber keine Unterlagen über Kampfhandlungen bei der Besetzung durch die Polizei. Noch im gleichen Jahr zogen hier die Austrofaschisten ein. 1938 folgte die Kreisleitung der Nationalsozialisten und 1945 die sowjetische Kommandantur.
Am 13. August 1951 wurde das Arbeiterheim Favoriten wieder an die ursprünglichen Eigentümer zurückgestellt, die es 1952 nach Umbauten wieder in Betrieb nahmen. Allerdings verschlechterte sich der Bauzustand des Hauses immer mehr, sodass immer mehr Organisationen auszogen.
1957 wurden die Stockwerke 3–5 nach schwedischem Vorbild als Touristenhotel adaptiert. Betreiber des als Frühstückspension geführten Hotel Laxenburg war das Reisebüro Ruefa.
Um 1980 wurde der im Jahr 1902 errichtete Hauptsaal abgebrochen und 1984 begannen Überlegungen, das Haus einer neuen Nutzung zuzuführen – was ein Personenkomitee „Rettet das Arbeiterheim Favoriten“ auf den Plan rief.
1990 begannen die Planungen für den später erfolgten Umbau in ein Hotel.
Seit Januar 2014 ist der reguläre Hotelbetrieb eingestellt.
Das Hotel Favorita beherbergte von Oktober 2015 bis Juli 2017 rund 380 Flüchtlinge aus Syrien, Afghanistan und dem Irak. Im März 2019 werden die letzten Flüchtlinge vom Geriatriezentrum Am Wienerwald in das Hotel Favorita übersiedeln.
Am 19. Juni 2023 gab die SPÖ Wien bekannt, 2026 mit ihrer Landesparteizentrale in das Arbeiterheim Favoriten ziehen zu wollen.